# Känguru (Fernsehsendung)
Känguru war eine wöchentliche Musik- und Ulkshow in der ARD, die vom 31. Januar 1985 bis 22. Dezember 1986 lief. Vom Vorläufer Bananas übernahm Känguru die Vermischung von Musik und Sketchen und band auch die musikalischen Gäste in die Ulknummern ein.
Namensgeber der 45-minütigen Sendung war ein Känguru, das sich immer auf der Suche nach Eukalyptusbonbons durch die Sendung boxte und mit dem Moderator Hape Kerkeling – für den diese Sendung den Durchbruch darstellte – seine liebe Not hatte. Zu den weiteren Sketchen und Rollen der Sendung gehörten u. a. ein Spanischkurs, Siggi Schwäbli sowie das vorlaute, rothaarige Gör Hannilein, eine von Kerkelings bekanntesten Rollen. Regisseur der Sendung war Rolf Spinrads.

## Trivia
Zum Zeitpunkt der Ausstrahlung der Sendung war der Name der Sendung – anspielend auf das Tier, welches damals noch Känguruh geschrieben wurde – orthografisch (bewusst) falsch geschrieben. Erst seit der Rechtschreibreform von 1996 ist Känguru auch die korrekte Schreibweise für das Tier.